# Apamea epargyra
Apamea epargyra là một loài bướm đêm trong họ Noctuidae.